# Zdeslavice (Černíny)
Zdeslavice (dříve Zdeslavice u Červených Janovic, německy Sdeslawitz bei Rot Janowitz) je malá vesnice, část obce Černíny v okrese Kutná Hora. Nachází se dva kilometry jihovýchodně od Černín.
Zdeslavice leží v katastrálním území Zdeslavice u Černín o rozloze 3,65 km².

## Historie
První písemná zmínka o vesnici pochází z roku 1550.

## Pamětihodnosti
- Kříž stojí severně od vsi

## Další fotografie

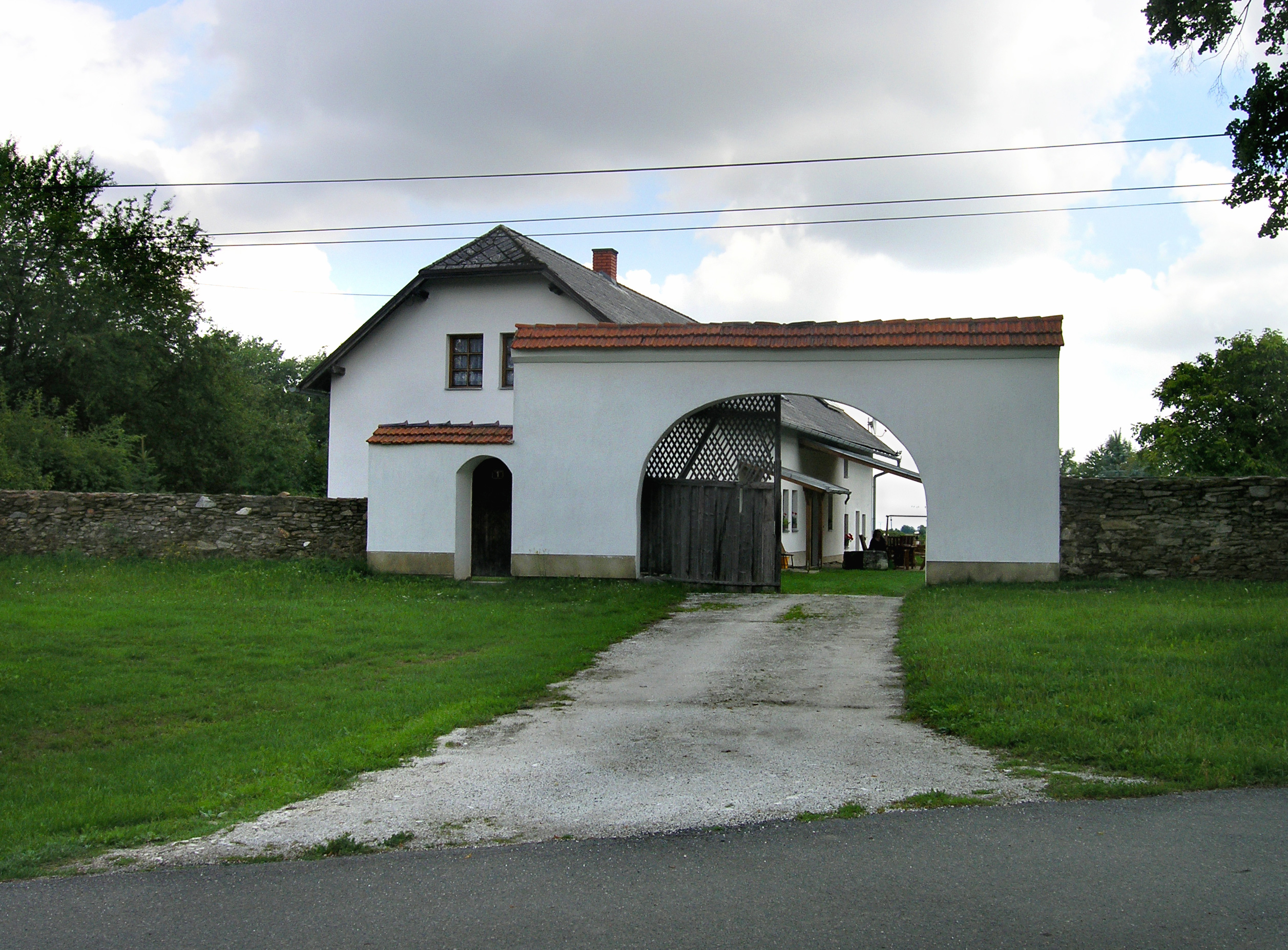
Opravený statek
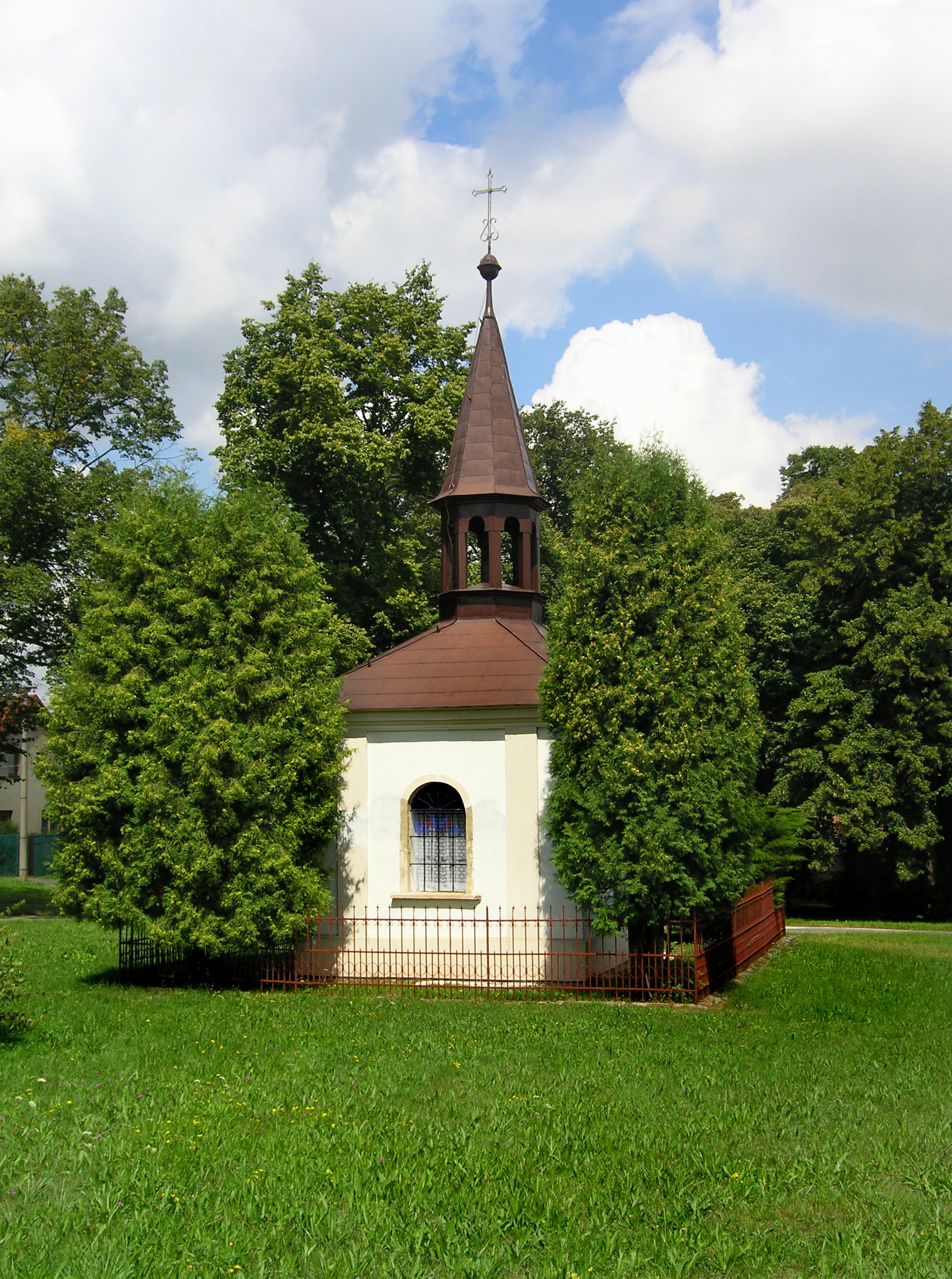
Kaple na návsi